# Tommy Seebach
Tommy Seebach   (Copenhaguen, 14 de setembre de 1949 - Copenhaguen, 31 de març de 2003), nascut Tommy Seebach Mortensen, va ser un popular cantant, compositor, organista, pianista i productor danès. És conegut sobretot com a líder de Sir Henry i els seus Butlers i per les nombroses contribucions a la classificació danesa per al Festival de la Cançó d'Eurovisió, el Dansk Melodi Grand Prix, que va guanyar tres vegades. Va ser el pare del compositor/productor Nicolai Seebach i del cantant/compositor/productor Rasmus Seebach.

## Biografia

### Inicis musicals
Seebach va començar la seva carrera musical com a organista al seu propi grup "The Colours" als 14 anys. En els anys següents va tocar en molts grups de pop i beat, de vegades amb el nom de "Boogie-Woogie-Tommy". Va guanyar popularitat a Dinamarca el 1965, quan es va convertir en membre de la banda Sir Henry and his Butlers, escrivint molts dels seus èxits. També va treballar com a enginyer de gravació al Rosenberg Studio de Copenhaguen i, entre altres projectes, hi va gravar l'àlbum Icecross el 1973.

### Carrera en solitari
El 1976 va emergir com un solista d'èxit. El seu àlbum "Tommygum" va ser llançat el 1977. Al mateix temps, tenia una gran demanda com a productor a la seva discogràfica, EMI. Va ser en aquest moment quan va gravar i interpretar "Apache".

### Festival de la Cançó d'Eurovisió
Seebach va competir set vegades al Gran Premi Dansk Melodi. Només un altre participant, els Hot Eyes, ha guanyat el concurs tres vegades.
El 1979, la seva cançó "Disco Tango", coautora amb Keld Heick i interpretada per Seebach, va ocupar el lloc número 1. Va acabar 6è al Festival de la Cançó d'Eurovisió de 1979, convertint-se en un gran èxit tant a Dinamarca com en altres països europeus. L'amistat amb els seus companys Black Lace (entrada al Regne Unit) va portar a Tommy a produir el senzill "Hey Hey Jock McCray" per a la banda, llançat l'any següent a Dinamarca.
El 1980, la seva cançó "Bye-Bye", interpretada pel duo Lecia & Lucienne, va quedar en 7a posició.
El 1981, va guanyar el concurs una vegada més, en un duet amb Debbie Cameron. La cançó "Krøller eller ej", (Cabell llis o arrissat), va acabar 11a al Festival de la Cançó d'Eurovisió de 1981. Cameron va al·legar que Dinamarca i Israel havien estat entre els països dels quals els controls de so havien estat sabotejats per donar la victòria a Bucks Fizz del Regne Unit.
El 1982, la seva cançó "Hip hurra det' min fødselsdag" ("Hip hip hurra, aquest és el meu aniversari"), interpretada per ell mateix, va quedar en segon lloc. El 1984, "Pyjamas for to" ("Pijames per dos") va quedar quart. El 1985, "Det' det jeg altid har sagt" ("Sempre he dit això") va quedar en segon lloc. El 1987, "Det' gratis" va quedar quart.
El 1993, Seebach va tornar a guanyar el concurs, interpretant la cançó "Under stjernerne på himlen" ("Sota les estrelles del cel"), escrita juntament amb Keld Heick. Havia enviat la cançó diverses vegades abans, però l'havien rebutjat. En aquell moment, l'interès públic pel Concurs de la Cançó, considerat cursi per l'elit cultural, s'estava esvaint i, com a icona del concurs, la popularitat de Seebach havia anat minvant durant un temps. S'ha suposat que Danmarks Radio havia rebutjat originalment la cançó per por que Seebach, que havia desenvolupat una severa addicció a l'alcohol, causés un escàndol a l'actuació. La seva popularitat es va disparar durant un temps, però només per caure dramàticament, quan la cançó va acabar 22a al Festival d'Eurovisió 1993, rebent només 9 punts. El mal resultat va fer que Dinamarca no es classifiqués per a l'ESC 1994, i Seebach va ser àmpliament criticat, i no va tornar a competir mai més.

### Després del Festival d'Eurovisió
La dècada de 1990 van ser anys magres per a ell com a intèrpret i artista de gravació. Va tornar amb el llançament d'una versió disco de "Krøller ellar ej" publicada el 1999, així com el llançament d'un àlbum recopilatori. Va recórrer les discoteques del país en aquella època i va trobar interès de culte pels seus antics èxits entre un públic nou i més jove.

## Vida personal
Seebach va estar casat durant molts anys amb Karen Seebach; van tenir tres fills, Nicolai Seebach, Rasmus Seebach i Marie. El matrimoni es va trencar quan Seebach va desenvolupar una greu addicció a l'alcohol. El seu fill Rasmus després de convertir-se en cantant de pop, va escriure una cançó sobre ell anomenada "Den jeg er" ("Qui sóc"), afirmant quina gran influència va tenir el seu pare en la seva vida malgrat la seva addicció.
Va morir als 53 anys al parc d'atraccions Bakken, on havia estat cap d'entreteniment musical durant diversos anys. Tot i que en aquell moment havia aconseguit superar el seu alcoholisme, la causa de la seva mort, un atac de cor, es va atribuir a la seva addicció anterior.

## El documentalTommy
El 2010 es va presentar Tommy, el documental del director Sami Saif sobre la vida de Seebach. Amb molts dels vídeos privats de Seebach, així com clips de televisió i entrevistes amb la seva vídua, fills i col·legues de la indústria, documenta les seves actuacions públiques i la seva vida privada, centrant-se tant en els seus èxits com en la seva desaparició personal.
Tommy va rebre quatre estrelles de sis per Politiken, Berlingske Tidende i Ekstra Bladet; BT li va concedir sis estrelles de sis. Dagbladet Information ho va descriure com "... la història d'un artista que es va convertir en víctima del gènere musical que ell mateix havia ajudat a innovar i que, en lloc d'aconseguir l'ampli reconeixement que havia anhelat durant tota la seva vida, va acabar amb un estatus entre el patrimoni nacional i el clown kitsch." Politiken va qualificar la pel·lícula de "digna, val la pena veure-la i moure's", Ekstra Bladet "un retrat commovedor d'un home atrapat entre la música, la seva família i l'ampolla".

## Discografia

### Àlbums (en solitari)
- 1975: Rodes
- 1976: Guy afortunat
- 1977: Tommygum
- 1979: Disco Tango (àlbum)
- 1981: Love On The Line (com Tommy Seebach feat. Debbie Cameron)
- 1983: Den Med Gyngen
- 1983: Tommy Seebach Instrumental
- 1986: Pop-korn
- 1989: Tommy Seebach (àlbum)
- 1993: Under stjernerne på himlen (àlbum) (com a Tommy Seebach Band)
- 1993: Megahits instrumentals 1
- 1994: Megahits instrumentals 2

#### Recopilacions
- 1989: Glædelig jul
- 1993: Tommy Seebach - Volum 1
- 1993: Tommy Seebach - Volum 2
- 1999: 15 sprøde fra Tvebach
- 2004: 100 Go'e Med Tommy Seebach
- 2007: Hip Hurra
- 2007: Glade jul (àlbum)
- 2009: Per a Fuld Musik: Det Bedste Med Tommy Seebach
- 2010: Komplet & rariteter: De samlede værker
- 2010: Tommy - En Film Om Tommy Seebach - Banda sonora (publicada com a part del DVD (edició de luxe))

### AmbSir Henry and his Butlers
- 1967: Camp

### AmbLos Valentinos
- 1974: En acció!

### Individuals (solo)
- 1973: Promises/By The Way
- 1974: Boom Boom Boom/Don't Blame Me
- 1975: The King Of Rock 'n' Roll/Rock, Rock & Rock
- 1975: Wheels/Lesson One
- 1976: Lucky Guy/Wouldn't It Be So Nice
- 1976: I'm In Love/Play Me A Love Song
- 1977: Tommygum Rock 'n' Roll Show/Yes Or No
- 1977: Apache/Bubble Sex
- 1979: Disco Tango/Disco Tango (English Version)
- 1979: Copenhagen (com Seebach Band feat. Debbie Cameron & Lecia & Lucienne)/Boogie-Woogie Rendez-Vous (as Seebach Band)
- 1980: Smiling Turntable (as Seebach Band feat. Debbie Cameron)/Mirror Mirror (as Seebach Band feat. Debbie Cameron)
- 1980: I See The Moon (Duet with Debbie Cameron)/Stuck On You (Duet with Debbie Cameron) (AUS #72)[14]
- 1981: Hit/Love On The Line
- 1981: Krøller Eller Ej (Duet with Debbie Cameron)/Jeg En Går Mig Bygge Vil (Debbie Cameron)
- 1981: Straight Or Curly Hair (Duet with Debbie Cameron)/Tiger
- 1981: Telebox/Telebox (TV Version)
- 1982: Hip Hurra, Det' Min Fødselsdag (As Tommy Seebach & Seebach Band) (feat. Vivian Johansen)/Ta' Mig Med
- 1982: 100.000.000 Tak (as Mick & Seebach Band)/Kvinde
- 1983: Snorkel Og Gummitæer/Andeby
- 1983: Du' Det Dejligste/Vil Du, Tør Du, Ka' Du Eller Hvad?
- 1984: Pyjamas For To/Morgen
- 1985: Heldig Fyr (Det' Det Jeg Altid Har Sagt)/Humbug
- 1986: Klø Mig Lidt På Ryggen/Tak For I Nat, Skat
- 1986: Der Var En Gang En Julenat/Hvornår Bli'r Det Jul? (Søren Bundgaard)
- 1987: Det' Gratis/Endnu
- 1988: Er Du Kvik? (With Birthe Kjær, Kirsten & Søren (a/k/a Hot Eyes) & Keld & Hilda Heick)/Er Du Kvik?
- 1989: Hvad Venter Du På?/Helt Alene Hver For Sig
- 1989: Du Skælder Mig Hele Tiden Ud (Duet With Anette Heick)/Stop
- 1989: Vi Ønsker Jer Alle En Glædelig Jul (Duet with Anette Heick)/Juleknus Og Juleknas
- 1990: En Lille Stribe Solskin/Du Skal Ikke Tro På Noget
- 1991: Feliz Navidad (as Tommy Snebachs Nisseband)/Vi Ønsker Jer Alle En Glædelig Jul
- 1993: Under Stjernerne På Himlen (promotion)
- 1998: Krøller Eller Ej '98 (Duet With Debbie Cameron) (CD-single)
- 1999: Skru' Volumen Op (as G-Bach (Nikolaj & Rasmus Seebach) & Julie Rugaard og Senior (Tommy Seebach al piano)

### DVDs
- 2010: Tommy – En Film Om Tommy Seebach
- 2010: Tommy – En Film Om Tommy Seebach (edició de luxe incl. CD)